# Sully (Calvados)
Sully es una comuna y población de Francia, en la región de Baja Normandía, departamento de Calvados, en el distrito y cantón de Bayeux.
Su población en el censo de 1999 era de 148 habitantes.
Está integrada en la Communauté de communes Bayeux Intercom.

## Demografía
| 275 | 127 | 261 | 219 | 212 | 205 | 227 | 230 | 214 | 214 | 198 | 185 | 184 | 177 | 195 | 180 | 191 | 163 | 163 | 163 | 150 | 135 | 125 | 124 | 105 | 147 | 174 | 147 | 121 | 132 | 134 | 148 | 117 |
| Para los censos de 1962 a 1999 la población legal corresponde a la población sin duplicidades (Fuente: INSEE [Consultar]) |     |     |     |     |     |     |     |     |     |     |     |     |     |     |     |     |     |     |     |     |     |     |     |     |     |     |     |     |     |     |     |     |

## Lugares y monumentos
- Chateau del siglo XVIII con su parque de 3 hectáreas, hoy habilitado para ser un hotel de lujo.